# Un peu de ton amour
Singles de Téléphone
La Bombe humaine
(1979) J'sais pas quoi faire / La Bombe humaine
(1980)
Pistes de Crache ton venin
Ne me regarde pas / Regarde moi
(7) Tu vas me manquer
(9)
 (décembre 2011).
Un peu de ton amour est une chanson composée par le groupe Téléphone, sortie en 1979 dans l'album Crache ton venin et chantée par Jean-Louis Aubert.
La chanson sort également en single durant l'année 1979 avec en face B Fait divers, mais passe inaperçu à sa sortie. Bien que la chanson n'apparait pas fréquemment sur les compilations, elle est interprétée très fréquemment en concert (avec Fait divers).